# Björn Holmgren (artist)
Björn Holger Holmgren, född 31 juli 1996 i Vantörs församling, Stockholms län, är en svensk artist, låtskrivare och sociala medier-kreatör, vars karriär till en början inleddes på TikTok. Han nådde som störst framgångar under år 2022, då hans singel "Ut med allt" lyckades placera sig på förstaplatsen på Sverigetopplistan. Han gjorde även som tjugoåring år 2016, audition för TV-programmet Idols tolfte säsong, där han dock inte lyckades ta sig vidare till slutaudition.
I november 2024 stod det klart att Björn Holmgren skulle delta i Melodifestivalen 2025, med bidraget "Rädda mig". Han deltog i den tredje deltävlingen, som sändes från ABB Arena i Västerås, den 15 februari 2025.